# Шахматово (Челябинская область)
Шахма́тово — деревня в Чебаркульском районе Челябинской области. Административный центр Шахматовского сельского поселения.

## География
Деревня находится на берегу реки Бишкиль.

### Часовой пояс
Деревня Шахматово, как и вся Челябинская область, находится в часовой зоне МСК+2. Смещение применяемого времени относительно UTC составляет +5:00.

## Население
| 2002 | 2010 |
| ---- | ---- |
| 757  | ↘617 |

### Половой состав
По данным Всероссийской переписи, в 2010 году численность населения деревни составляла 617 человек (279 мужчин и 338 женщин).

## Улицы
| - ул. 9 Мая, - ул. Лесная, - ул. Молодёжная, - ул. Новая, | - ул. Победы, - ул. Северная, - ул. Советская, - ул. Солнечная. |

## Инфраструктура
В деревне функционируют общеобразовательная школа и детский сад.

## Транспорт
В деревне расположена одноимённая ж/д станция.